# Heidmühlen
Heidmühlen er en by og kommune i det nordlige Tyskland, beliggende i Amt Boostedt-Rickling i den nordlige del af Kreis Segeberg. Kreis Segeberg ligger i den sydøstlige del af delstaten Slesvig-Holsten.

## Geografi
Heidmühlen ligger omkring 12 km sydøst for Neumünster på Segeberger Heide, 14 km nordøst for Bad Bramstedt og 14 km vest for Bad Segeberg ved udkanten af Segeberger Forst. I kommunen ligger ud over Heidmühlen , bebyggelserne Klint, Mühlenholz og Radesforde. Heidmühlen lå i middelalderen i grænseområdet mellem Sachserne og Venderne.
Mod nordøst går Bundesstraße B205 fra Bad Segeberg mod Neumünster, mod syd går Bundesstraße 206 fra Bad Segeberg mod Bad Bramstedt og mod vest går motorvejen A7 fra Hamborg mod Flensborg.
Kort før den gamle mølle, der har givet byen dens navn, løber Radesforder Au og Rothenmühlenau sammen og danner Osterau, der er med til at danne Bramau.
I den sydlige del af kommunen ligger en del af Wildpark Eekholt og naturschutzgebiet Stellbrookmoor.